# タスマニア州首相
タスマニア州首相 (Premier of Tasmania) は、オーストラリア連邦タスマニア州の州首相である。

## 一覧
| No. | 氏名                           | 政党                 | 就任           | 退任           |
| --- | ------------------------------ | -------------------- | -------------- | -------------- |
| 1   | ウィリアム・チャンプ           |                      | 1856年11月1日  | 1857年2月26日  |
| 2   | トーマス・グレッグソン         |                      | 1857年2月26日  | 1857年4月25日  |
| 3   | ウィリアム・ウェストン         |                      | 1857年4月25日  | 1857年5月12日  |
| 4   | フランシス・スミス             |                      | 1857年5月12日  | 1860年11月1日  |
|     | ウィリアム・ウェストン         |                      | 1860年11月1日  | 1861年8月2日   |
| 5   | トーマス・チャップマン         |                      | 1861年8月2日   | 1863年1月20日  |
| 6   | ジェームズ・ホワイト           |                      | 1863年1月20日  | 1866年11月24日 |
| 7   | リチャード・ドライ             |                      | 1866年11月24日 | 1869年8月4日   |
| 8   | ジェームズ・ウィルソン         |                      | 1869年8月4日   | 1872年11月4日  |
| 9   | フレデリック・イネス           |                      | 1872年11月4日  | 1873年8月4日   |
| 10  | アルフレッド・ケナーリー       |                      | 1873年8月4日   | 1876年7月20日  |
| 11  | トーマス・ライビー             |                      | 1876年7月20日  | 1877年8月9日   |
| 12  | フィリップ・フィッシュ         |                      | 1877年8月9日   | 1878年3月5日   |
| 13  | ウィリアム・ギブリン           |                      | 1878年3月5日   | 1878年12月20日 |
| 14  | ウィリアム・クラウザー         |                      | 1878年12月20日 | 1879年10月30日 |
|     | ウィリアム・ギブリン           |                      | 1879年10月30日 | 1884年8月15日  |
| 15  | エイダイ・ダグラス             |                      | 1884年8月15日  | 1886年3月8日   |
| 16  | ジェームズ・アグニュー         |                      | 1886年3月8日   | 1887年3月29日  |
|     | フィリップ・フィッシュ         | リベラル             | 1887年3月29日  | 1892年8月17日  |
| 17  | ヘンリー・ドブソン             | 保守派               | 1892年8月17日  | 1894年4月14日  |
| 18  | エドワード・ブラッドン         | 自由党/自由貿易党    | 1894年4月14日  | 1899年10月12日 |
| 19  | エリオット・ルイス             | 保守派               | 1899年10月12日 | 1903年4月9日   |
| 20  | ウィリアム・プロップスティング | リベラル             | 1903年4月9日   | 1904年7月12日  |
| 21  | ジョン・エヴァンス             | 保守派               | 1904年7月12日  | 1909年6月19日  |
|     | エリオット・ルイス             | リベラル             | 1909年6月19日  | 1909年10月20日 |
| 22  | ジョン・アール                 | 労働党               | 1909年10月20日 | 1909年10月27日 |
|     | エリオット・ルイス             | 連邦自由党           | 1909年10月27日 | 1912年6月14日  |
| 23  | アルバート・ソロモン           | 連邦自由党           | 1912年6月14日  | 1914年4月6日   |
|     | ジョン・アール                 | 労働党               | 1914年4月6日   | 1916年4月15日  |
| 24  | ウォルター・リー               | 連邦自由党、国民党   | 1916年4月15日  | 1922年8月12日  |
| 25  | ジョン・ヘイズ                 | 国民党               | 1922年8月12日  | 1923年8月14日  |
|     | ウォルター・リー               | 国民党               | 1923年8月14日  | 1923年10月25日 |
| 26  | ジョーゼフ・ライオンズ         | 労働党               | 1923年10月25日 | 1928年6月15日  |
| 27  | ジョン・マクフィー             | 国民党               | 1928年6月15日  | 1934年3月15日  |
|     | ウォルター・リー               | 国民党               | 1934年3月15日  | 1934年6月22日  |
| 28  | アルバート・オギルヴィー       | 労働党               | 1934年6月22日  | 1939年6月10日  |
| 29  | エドマンド・ドワイヤー＝グレイ | 労働党               | 1939年6月11日  | 1939年12月18日 |
| 30  | ロバート・コスグローヴ         | 労働党               | 1939年12月18日 | 1947年12月18日 |
| 31  | エドワード・ブルッカー         | 労働党               | 1947年12月18日 | 1948年2月25日  |
|     | ロバート・コスグローヴ         | 労働党               | 1948年2月25日  | 1958年8月26日  |
| 32  | エリック・リース               | 労働党               | 1958年8月26日  | 1969年5月26日  |
| 33  | アンガス・ベスーン             | オーストラリア自由党 | 1969年5月26日  | 1972年5月3日   |
|     | エリック・リース               | 労働党               | 1972年5月3日   | 1975年3月31日  |
| 34  | ビル・ニールソン               | 労働党               | 1975年3月31日  | 1977年12月1日  |
| 35  | ダグ・ロウ                     | 労働党               | 1977年12月1日  | 1981年11月11日 |
| 36  | ハリー・ホルゲート             | 労働党               | 1981年11月11日 | 1982年5月26日  |
| 37  | ロビン・グレイ                 | 自由党               | 1982年5月26日  | 1989年6月29日  |
| 38  | マイケル・フィールド           | 労働党               | 1989年6月29日  | 1992年2月17日  |
| 39  | レイ・グルーム                 | 自由党               | 1992年2月17日  | 1996年3月18日  |
| 40  | トニー・ランドル               | 自由党               | 1996年3月18日  | 1998年9月14日  |
| 41  | ジム・ベーコン                 | 労働党               | 1998年9月14日  | 2004年3月21日  |
| 42  | ポール・レノン                 | 労働党               | 2004年3月21日  | 2008年5月26日  |
| 43  | デイヴィッド・バートレット     | 労働党               | 2008年5月26日  | 2011年1月24日  |
| 44  | ララ・ギディングズ             | 労働党               | 2011年1月24日  | 2014年3月31日  |
| 45  | ウィル・ホッジマン             | 自由党               | 2014年3月31日  | 2020年1月20日  |
| 46  | ピーター・グトウェイン         | 自由党               | 2020年1月20日  | 2022年4月8日   |
| 47  | ジェレミー・ロックリフ         | 自由党               | 2022年4月8日   | （現職）       |